# Shorea pallidifolia
Shorea pallidifolia är en tvåhjärtbladig växtart som beskrevs av Peter Shaw Ashton. Shorea pallidifolia ingår i släktet Shorea och familjen Dipterocarpaceae. Inga underarter finns listade i Catalogue of Life.